# Rallycross di Svezia 2022
Il Rallycross di Svezia 2022, ufficialmente denominato Cooper Tires Rallycross of Sweden, è stata l'edizione 2022 del rallycross di Svezia. La manifestazione si è svolta il 2 e il 3 luglio sul circuito del Höljesbanan a Höljes, villaggio situato in territorio di Torsby all'estremo nord della contea di Värmland, ed era valida come prima prova del campionato del mondo rallycross 2022 unicamente nella classe cadetta RX2e, nonché come seconda gara del campionato europeo rallycross 2022, in questo caso valida per entrambe le categorie RX1 e RX3.
Inizialmente l'evento del World RX avrebbe dovuto sancire il debutto della nuova classe regina, chiamata RX1e, che a partire da questa stagione vedrà gareggiare soltanto vetture a propulsione elettrica; il 29 giugno precedente la FIA aveva deciso tuttavia di posticipare l'esordio alla gara successiva in Germania per questioni logistiche legate alla componentistica delle nuove vetture. La gara della categoria RX2e, serie cadetta dove si gareggia sempre con vetture elettriche, è stata invece vinta dal belga Viktor Vranckx, al debutto assoluto in carriera.
Nell'evento dell'Euro RX si gareggiava invece in entrambe le categorie; nella RX1 si impose il pilota di casa Anton Marklund al volante di una Hyundai i20 della scuderia SET Promotion, il quale sopravanzò in finale il francese Jean-Baptiste Dubourg su Peugeot 208. secondo classificato, e il norvegese Andreas Bakkerud su Audi S1, terzo pur non essendo riuscito a terminare la gara a causa di un inconveniente tecnico. A tagliare il traguardo per primo era stato tuttavia lo svedese Oliver Solberg, anch'egli su Hyundai i20, ma venne squalificato nel dopo gara a causa di un'infrazione al regolamento tecnico riguardante il fondo della vettura. Nella classe cadetta RX3 primeggiò invece il norvegese Marius Solberg Hansen su Škoda Fabia, alla prima vittoria in carriera.

## Risultati World RX

### Classifica finale
| 1  | 13 | Viktor Vranckx    | RX2e | Bert Vranckx              | 1º  | 1º | –  | 1º | –  | 1º | 20 |
| 2  | 14 | Nils Andersson    | RX2e | Kristoffersson Motorsport | 4º  | –  | 2º | 2º | –  | 2º | 16 |
| 3  | 82 | Isak Sjökvist     | RX2e | Hedströms Motorsport      | 3º  | 2º | –  | –  | 1º | 3º | 13 |
| 4  | 97 | Raul Ferre        | RX2e | ACA Esport                | 6º  | –  | 3º | –  | 2º | 4º | 12 |
| 5  | 5  | Pablo Suárez      | RX2e | QEV Motorsport            | 5º  | 4º | –  | –  | 3º | 5º | 11 |
| 6  | 28 | Filip Thorén      | RX2e | QEV Motorsport            | 7º  | 3º | –  | 3º | –  | nq | 10 |
| 7  | 44 | Laia Sanz         | RX2e | Acciona \| Sainz XE Team  | 8ª  | –  | 5ª | –  | 4ª | nq | 9  |
| 8  | 2  | Catie Munnings    | RX2e | Catie Munnings            | 9ª  | 5ª | –  | 4ª | –  | nq | 8  |
| 9  | 00 | Patrick O'Donovan | RX2e | Patrick O'Donovan         | 2º  | –  | 1º | –  | 5º | nq | 7  |
| 10 | 77 | Mark Flaherty     | RX2e | Mark Flaherty             | 10º | –  | 4º | 5º | –  | nq | 6  |

### Batterie
Il risultato delle batterie (Heats) determinerà poi il Ranking finale, il quale risulterà poi decisivo nel caso in cui più concorrenti ottenessero uguali piazzamenti nelle fasi successive, ovvero le Progression Races e le semifinali.
| 13 | Viktor Vranckx    | RX2e | Bert Vranckx              | 50 (1º)  | 45 (2º)  | 42 (3º)        | 137 | 1º  |
| 00 | Patrick O'Donovan | RX2e | Patrick O'Donovan         | 40 (4º)  | 42 (3º)  | 50 (1º)        | 132 | 2º  |
| 82 | Isak Sjökvist     | RX2e | Hedströms Motorsport      | 45 (2º)  | 39 (5º)  | 45 (2º)        | 129 | 3º  |
| 14 | Nils Andersson    | RX2e | Kristoffersson Motorsport | 39 (5º)  | 50 (1º)  | 33 (9º - DNF)  | 122 | 4º  |
| 5  | Pablo Suárez      | RX2e | QEV Motorsport            | 38 (6º)  | 38 (6º)  | 40 (4º)        | 116 | 5º  |
| 97 | Raul Ferre        | RX2e | ACA Esport                | 42 (3º)  | 40 (4º)  | 33 (8º - DNF)  | 116 | 6º  |
| 28 | Filip Thorén      | RX2e | QEV Motorsport            | 34 (10º) | 37 (7º)  | 39 (5º)        | 110 | 7º  |
| 44 | Laia Sanz         | RX2e | Acciona \| Sainz XE Team  | 37 (7ª)  | 35 (9ª)  | 38 (6ª)        | 110 | 8ª  |
| 2  | Catie Munnings    | RX2e | Catie Munnings            | 36 (8ª)  | 36 (8ª)  | 37 (7ª)        | 109 | 9ª  |
| 77 | Mark Flaherty     | RX2e | Mark Flaherty             | 35 (9º)  | 34 (10º) | 33 (10º - DNF) | 102 | 10º |

### Progression races
Per ciascuna serie tutti i concorrenti parteciparanno alle progression races, il risultato delle quali sarà determinante per la qualificazione alle successive semifinali e/o per la scelta della posizione di partenza nelle stesse.
| Categoria RX2e - Progression Race 1 |    |                   |      |                           |            |          |          |   |
| Pos.                                | N° | Pilota            | Auto | Squadra                   | Giri/Joker | Tempo    | Distacco |   |
| 1                                   | 13 | Viktor Vranckx    | RX2e | Bert Vranckx              | 5/1        | 3'55"677 | –        | Q |
| 2                                   | 82 | Isak Sjökvist     | RX2e | Hedströms Motorsport      | 5/1        | 3'55"677 | +1"281   | Q |
| 3                                   | 28 | Filip Thorén      | RX2e | QEV Motorsport            | 5/1        | 4'04"613 | +8"936   | Q |
| 4                                   | 5  | Pablo Suárez      | RX2e | QEV Motorsport            | 5/1        | 4'04"873 | +9"196   | Q |
| 5                                   | 2  | Catie Munnings    | RX2e | Catie Munnings            | 5/1        | 4'05"389 | +9"712   | Q |
|                                     |    |                   |      |                           |            |          |          |   |
| Categoria RX2e - Progression Race 2 |    |                   |      |                           |            |          |          |   |
| Pos.                                | N° | Pilota            | Auto | Squadra                   | Giri/Joker | Tempo    | Distacco |   |
| 1                                   | 00 | Patrick O'Donovan | RX2e | Patrick O'Donovan         | 5/1        | 3'57"400 | –        | Q |
| 2                                   | 14 | Nils Andersson    | RX2e | Kristoffersson Motorsport | 5/1        | 3'58"942 | +3"265   | Q |
| 3                                   | 97 | Raul Ferre        | RX2e | ACA Esport                | 5/1        | 4'01"794 | +6"117   | Q |
| 4                                   | 77 | Mark Flaherty     | RX2e | Mark Flaherty             | 5/1        | 4'19"065 | +23"388  | Q |
| 5                                   | 44 | Laia Sanz         | RX2e | Acciona \| Sainz XE Team  | 4/1        | –        | +1 giro  | Q |

Legenda:
| Q | Qualificata/o per le semifinali |

### Semifinali
I primi due classificati in ciascuna semifinale accederanno alla finale; l'ultimo posto disponibile verrà occupato dal "miglior terzo", ovvero colui che ha ottenuto il miglior piazzamento nel Ranking al termine delle batterie.
| Categoria RX2e - Semifinale 1 |    |                   |      |                           |            |          |          |   |
| Pos.                          | N° | Pilota            | Auto | Squadra                   | Giri/Joker | Tempo    | Distacco |   |
| 1                             | 13 | Viktor Vranckx    | RX2e | Bert Vranckx              | 5/1        | 3'55"236 | –        | Q |
| 2                             | 14 | Nils Andersson    | RX2e | Kristoffersson Motorsport | 5/1        | 3'58"065 | +2"829   | Q |
| 3                             | 28 | Filip Thorén      | RX2e | QEV Motorsport            | 5/1        | 4'01"966 | +6"730   |   |
| 4                             | 2  | Catie Munnings    | RX2e | Catie Munnings            | 5/1        | 4'04"488 | +9"252   |   |
| 5                             | 77 | Mark Flaherty     | RX2e | Mark Flaherty             | 5/0        | 4'14"895 | +19"659  |   |
|                               |    |                   |      |                           |            |          |          |   |
| Categoria RX2e - Semifinale 2 |    |                   |      |                           |            |          |          |   |
| Pos.                          | N° | Pilota            | Auto | Squadra                   | Giri/Joker | Tempo    | Distacco |   |
| 1                             | 82 | Isak Sjökvist     | RX2e | Hedströms Motorsport      | 5/1        | 3'57"017 | –        | Q |
| 2                             | 97 | Raul Ferre        | RX2e | ACA Esport                | 5/1        | 3'59"311 | +6"612   | Q |
| 3                             | 5  | Pablo Suárez      | RX2e | QEV Motorsport            | 5/1        | 3'59"900 | +7"201   | Q |
| 4                             | 44 | Laia Sanz         | RX2e | Acciona \| Sainz XE Team  | 5/1        | 4'01"983 | +9"284   |   |
| 5                             | 00 | Patrick O'Donovan | RX2e | Patrick O'Donovan         | 5/0        | 3'52"699 | –        |   |

Legenda:
| Q | Qualificato per la finale |

### Finale
| Categoria RX2e | Categoria RX2e | Categoria RX2e | Categoria RX2e | Categoria RX2e            | Categoria RX2e | Categoria RX2e | Categoria RX2e | Categoria RX2e |
| Pos.           | Nº             | Pilota         | Auto           | Squadra                   | Griglia        | Giri/Joker     | Tempo          | Distacco       |
| -------------- | -------------- | -------------- | -------------- | ------------------------- | -------------- | -------------- | -------------- | -------------- |
| 1              | 13             | Viktor Vranckx | RX2e           | Bert Vranckx              | Pole           | 5/1            | 3'54"457       | –              |
| 2              | 14             | Nils Andersson | RX2e           | Kristoffersson Motorsport | 3º             | 5/1            | 3'55"073       | +0"616         |
| 3              | 82             | Isak Sjökvist  | RX2e           | Hedströms Motorsport      | 2º             | 5/1            | 3'55"794       | +1"337         |
| 4              | 97             | Raul Ferre     | RX2e           | ACA Esport                | 4º             | 5/1            | 3'56"792       | +2"335         |
| 5              | 5              | Pablo Suárez   | RX2e           | QEV Motorsport            | 5º             | 5/1            | 4'05"963       | +11"506        |

- Miglior tempo di reazione: 0"517 ( Viktor Vranckx);
- Giro più veloce: 45"241 ( Viktor Vranckx);
- Miglior giro Joker: 48"292 ( Viktor Vranckx);
- Miglior giro-zero[n 2]: 2"248 ( Viktor Vranckx).

## Risultati Euro RX

### Classifiche finali
| Categoria RX1 | Categoria RX1 | Categoria RX1         | Categoria RX1       | Categoria RX1                   | Categoria RX1   | Categoria RX1     | Categoria RX1     | Categoria RX1     | Categoria RX1     | Categoria RX1     | Categoria RX1 | Categoria RX1 | Categoria RX1 | Categoria RX1 | Categoria RX1 |
| Pos.          | N°            | Pilota                | Auto                | Squadra                         | Batterie (Pos.) | Progression Races | Progression Races | Progression Races | Progression Races | Progression Races | Semifinali    | Semifinali    | Semifinali    | Finale        | Punti         |
| Pos.          | N°            | Pilota                | Auto                | Squadra                         | Batterie (Pos.) | PR1               | PR2               | PR3               | PR4               | PR5               | SF1           | SF2           | SF3           | Finale        | Punti         |
| ------------- | ------------- | --------------------- | ------------------- | ------------------------------- | --------------- | ----------------- | ----------------- | ----------------- | ----------------- | ----------------- | ------------- | ------------- | ------------- | ------------- | ------------- |
| 1             | 92            | Anton Marklund        | Hyundai i20         | SET Promotion                   | 1º              | 1º                | –                 | –                 | –                 | –                 | 2º            | –             | –             | 1º            | 20            |
| 2             | 87            | Jean-Baptiste Dubourg | Peugeot 208         | Jean-Baptiste Dubourg           | 8º              | –                 | –                 | 2º                | –                 | –                 | –             | 2º            | –             | 2º            | 16            |
| 3             | 13            | Andreas Bakkerud      | Audi S1             | EKS                             | 4º              | –                 | –                 | –                 | 1º                | –                 | 1º            | –             | –             | 3º            | 13            |
| 4             | 3             | Johan Kristoffersson  | Volkswagen Polo     | Kristoffersson Motorsport       | 3º              | –                 | –                 | 1º                | –                 | –                 | –             | –             | 1º            | 4º            | 12            |
| 5             | 14            | Oliver Solberg        | Hyundai i20         | Hedströms Motorsport            | 2º              | –                 | 1º                | –                 | –                 | –                 | –             | 1º            | –             | 5º (DSQ)      | 11            |
| 6             | 6             | Jānis Baumanis        | Peugeot 208         | #YellowSquad                    | 9º              | –                 | –                 | –                 | 2º                | –                 | –             | –             | 2º            | nq            | 10            |
| 7             | 69            | Sondre Evjen          | Audi S1             | Team JC Raceteknik              | 5º              | –                 | –                 | –                 | –                 | 1º                | –             | 3º            | –             | nq            | 9             |
| 8             | 52            | Ole Christian Veiby   | Audi S1             | Team JC Raceteknik              | 7º              | –                 | 3º                | –                 | –                 | –                 | –             | –             | 3º            | nq            | 8             |
| 9             | 12            | Anders Michalak       | Volkswagen Polo     | Carexperience AB                | 10º             | –                 | –                 | –                 | –                 | 2º                | 3º            | –             | –             | nq            | 7             |
| 10            | 24            | Sivert Svardal        | Volkswagen Polo R   | Sivert Svardal                  | 12º             | –                 | 2º                | –                 | –                 | –                 | 4º            | –             | –             | nq            | 6             |
| 11            | 21            | Linus Östlund         | Volkswagen Polo     | Linus Östlund                   | 14º             | –                 | –                 | –                 | 3º                | –                 | –             | 4º            | –             | nq            | 5             |
| 12            | 88            | Marcin Gagacki        | Ford Fiesta MK6     | Oponeo                          | 15º             | –                 | –                 | –                 | –                 | 3º                | –             | –             | 4º            | nq            | 4             |
| 13            | 91            | Enzo Ide              | Audi S1             | EKS                             | 6º              | 2º                | –                 | –                 | –                 | –                 | –             | –             | 5º            | nq            | 3             |
| 14            | 73            | Támas Kárai           | Audi S1             | Karai Motorsport Sportegyesület | 11º             | 3º                | –                 | –                 | –                 | –                 | –             | 5º            | –             | nq            | 2             |
| 15            | 2             | Oliver O'Donovan      | Proton Iriz         | Oliver O'Donovan                | 23º             | –                 | –                 | 3º                | –                 | –                 | 5º            | –             | –             | nq            | 1             |
| 16            | 38            | Mandie August         | SEAT Ibiza          | ALL-INKL.COM Münnich Motorsport | 13ª             | –                 | –                 | 5ª                | –                 | –                 | nq            | nq            | nq            | nq            | 0             |
| 17            | 55            | Paulius Pleskovas     | Ford Fiesta MK6     | TSK Baltijos Sportas            | 16º             | 5º                | –                 | –                 | –                 | –                 | nq            | nq            | nq            | nq            | 0             |
| 18            | 26            | Gustav Bergström      | Volkswagen Polo     | Kristoffersson Motorsport       | 17º             | –                 | 4º                | –                 | –                 | –                 | nq            | nq            | nq            | nq            | 0             |
| 19            | 26            | Tom André Sætnan      | Volkswagen Scirocco | Tom André Sætnan                | 18º             | –                 | –                 | 4º                | –                 | –                 | nq            | nq            | nq            | nq            | 0             |
| 20            | 33            | Ulrik Linnemann       | Ford Fiesta MK6     | Linnemann Promotion             | 19º             | –                 | –                 | –                 | 5º                | –                 | nq            | nq            | nq            | nq            | 0             |
| 21            | 67            | Frank Valle           | Ford Fiesta MK6     | Frank Valle                     | 20º             | –                 | –                 | –                 | –                 | 4º                | nq            | nq            | nq            | nq            | 0             |
| 22            | 50            | Attila Mózer          | Ford Fiesta MK6     | Nyírad Motorsport KFT           | 21º             | 4º                | –                 | –                 | –                 | –                 | nq            | nq            | nq            | nq            | 0             |
| 23            | 44            | Dariusz Topolewski    | Ford Fiesta MK6     | Oponeo                          | 22º             | –                 | 5º                | –                 | –                 | –                 | nq            | nq            | nq            | nq            | 0             |
| 24            | 31            | Stefan Kristensson    | Ford Fiesta MK6     | Team Skåab                      | 24º             | –                 | –                 | –                 | 4º                | –                 | nq            | nq            | nq            | nq            | 0             |
| 25            | 17            | Dan Öberg             | Volkswagen Polo     | Dan Öberg                       | 25º             | –                 | –                 | –                 | –                 | 5º                | nq            | nq            | nq            | nq            | 0             |
| Pos.          | N°            | Pilota                | Auto                | Squadra                         | Batterie (Pos.) | PR1               | PR2               | PR3               | PR4               | PR5               | SF1           | SF2           | SF3           | Finale        | Punti         |
| Pos.          | N°            | Pilota                | Auto                | Squadra                         | Batterie (Pos.) | Progression Races | Progression Races | Progression Races | Progression Races | Progression Races | Semifinali    | Semifinali    | Semifinali    | Finale        | Punti         |

| Categoria RX3 | Categoria RX3 | Categoria RX3           | Categoria RX3   | Categoria RX3           | Categoria RX3   | Categoria RX3     | Categoria RX3     | Categoria RX3     | Categoria RX3     | Categoria RX3 | Categoria RX3 | Categoria RX3 | Categoria RX3 | Categoria RX3 |
| Pos.          | N°            | Pilota                  | Auto            | Squadra                 | Batterie (Pos.) | Progression Races | Progression Races | Progression Races | Progression Races | Semifinali    | Semifinali    | Semifinali    | Finale        | Punti         |
| Pos.          | N°            | Pilota                  | Auto            | Squadra                 | Batterie (Pos.) | PR1               | PR2               | PR3               | PR4               | SF1           | SF2           | SF3           | Finale        | Punti         |
| ------------- | ------------- | ----------------------- | --------------- | ----------------------- | --------------- | ----------------- | ----------------- | ----------------- | ----------------- | ------------- | ------------- | ------------- | ------------- | ------------- |
| 1             | 60            | Marius Solberg Hansen   | Škoda Fabia     | MSH RX                  | 2º              | –                 | 1º                | –                 | –                 | –             | 1º            | –             | 1º            | 20            |
| 2             | 22            | Kobe Pauwels            | Audi A1         | Volland Racing KFT      | 1º              | 1º                | –                 | –                 | –                 | 2º            | –             | –             | 2º            | 16            |
| 3             | 99            | João Ribeiro            | Audi A1         | João Ribeiro            | 10º             | –                 | 3º                | –                 | –                 | 1º            | –             | –             | 3º            | 13            |
| 4             | 10            | Janno Ligur             | Škoda Fabia     | Ligur Racing            | 15º             | –                 | –                 | 1º                | –                 | –             | –             | 1º            | 4º            | 12            |
| 5             | 6             | Damian Litwinowicz      | Audi A1         | Damian Litwinowicz      | 5º              | 2º                | –                 | –                 | –                 | –             | 2º            | –             | 5º (DSQ)      | 11            |
| 6             | 8             | Espen Isaksætre         | Peugeot 208     | Espen Isaksætre         | 6º              | –                 | 2º                | –                 | –                 | –             | –             | 2º            | nq            | 10            |
| 7             | 58            | Dominik Senegacnik      | Volkswagen Polo | KRTZ Motorsport         | 7º              | –                 | –                 | 2º                | –                 | 3º            | –             | –             | nq            | 9             |
| 8             | 61            | Jiří Šusta              | Škoda Fabia     | Josef Šusta             | 8º              | –                 | –                 | –                 | 2º                | –             | 3º            | –             | nq            | 8             |
| 9             | 7             | Nick Snoeys             | Ford Ka         | OTRT                    | 13º             | 4º                | –                 | –                 | –                 | –             | –             | 3º            | nq            | 7             |
| 10            | 30            | Nils Volland            | Audi A1         | Volland Racing KFT      | 9º              | 3º                | –                 | –                 | –                 | –             | –             | 4º            | nq            | 6             |
| 11            | 88            | Nuno Araújo             | Audi A1         | Volland Racing KFT      | 12º             | –                 | –                 | –                 | 4º                | –             | 4º            | –             | nq            | 5             |
| 12            | 13            | Per Magne Egebø-Svardal | Audi A1         | Per Magne Egebø-Svardal | 16º             | –                 | –                 | –                 | 1º                | 4º            | –             | –             | nq            | 4             |
| 13            | 33            | Martin Kjær             | Ford Fiesta     | Martin Kjær             | 3º              | –                 | –                 | 3º                | –                 | –             | 5º            | –             | nq            | 3             |
| 14            | 11            | Jan Černý               | Škoda Citigo    | PAJR s.r.o              | 4º              | –                 | –                 | –                 | 3º                | –             | –             | 5º            | nq            | 2             |
| 15            | 14            | Anders Hansen           | Audi A1         | Anders Hansen           | 11º             | –                 | –                 | 4º                | –                 | 5º            | –             | –             | nq            | 1             |
| 16            | 169           | Guttorm Lindefjell      | Škoda Fabia     | Guttorm Lindefjell      | 14º             | –                 | 4º                | –                 | –                 | nq            | nq            | nq            | nq            | 0             |
| Pos.          | N°            | Pilota                  | Auto            | Squadra                 | Batterie (Pos.) | PR1               | PR2               | PR3               | PR4               | SF1           | SF2           | SF3           | Finale        | Punti         |
| Pos.          | N°            | Pilota                  | Auto            | Squadra                 | Batterie (Pos.) | Progression Races | Progression Races | Progression Races | Progression Races | Semifinali    | Semifinali    | Semifinali    | Finale        | Punti         |

### Finali
| Categoria RX1 | Categoria RX1 | Categoria RX1         | Categoria RX1   | Categoria RX1             | Categoria RX1 | Categoria RX1 | Categoria RX1 | Categoria RX1 |
| Pos.          | Nº            | Pilota                | Auto            | Squadra                   | Griglia       | Giri/Joker    | Tempo         | Distacco      |
| ------------- | ------------- | --------------------- | --------------- | ------------------------- | ------------- | ------------- | ------------- | ------------- |
| 1             | 92            | Anton Marklund        | Hyundai i20     | SET Promotion             | 4º            | 5/1           | 3'41"936      | –             |
| 2             | 87            | Jean-Baptiste Dubourg | Peugeot 208     | Jean-Baptiste Dubourg     | 5º            | 5/1           | 3'43"955      | +2"019        |
| 3             | 13            | Andreas Bakkerud      | Audi S1         | EKS                       | 3º            | 4/1           | 2'58"294      | +1 giro       |
| 4             | 3             | Johan Kristoffersson  | Volkswagen Polo | Kristoffersson Motorsport | 2º            | 2/2           | 1'31"882      | +3 giri       |
| DSQ           | 14            | Oliver Solberg        | Hyundai i20     | Hedströms Motorsport      | 1º            | 5/1           | 3'40"521      | -             |

- Miglior tempo di reazione: 0"441 ( Oliver Solberg);
- Giro più veloce: 42"638 ( Oliver Solberg);
- Miglior giro Joker: 45"366 ( Oliver Solberg);
- Miglior giro-zero[n 2]: 2"049 ( Oliver Solberg).

| Categoria RX3 | Categoria RX3 | Categoria RX3         | Categoria RX3 | Categoria RX3      | Categoria RX3 | Categoria RX3 | Categoria RX3 | Categoria RX3 |
| Pos.          | Nº            | Pilota                | Auto          | Squadra            | Griglia       | Giri/Joker    | Tempo         | Distacco      |
| ------------- | ------------- | --------------------- | ------------- | ------------------ | ------------- | ------------- | ------------- | ------------- |
| 1             | 60            | Marius Solberg Hansen | Škoda Fabia   | MSH RX             | 1º            | 5/1           | 4'01"272      | –             |
| 2             | 22            | Kobe Pauwels          | Audi A1       | Volland Racing KFT | 4º            | 5/1           | 4'01"655      | +0"383        |
| 3             | 99            | João Ribeiro          | Audi A1       | João Ribeiro       | 2º            | 5/1           | 4'04"561      | +3"289        |
| 4             | 10            | Janno Ligur           | Škoda Fabia   | Ligur Racing       | 3º            | 0/1           | 2"848         | +5 giri       |
| DSQ           | 6             | Damian Litwinowicz    | Audi A1       | Damian Litwinowicz | 5º            | 5/1           | 4'03"920      | -             |

- Miglior tempo di reazione: 0"547 ( João Ribeiro);
- Giro più veloce: 46"024 ( Kobe Pauwels);
- Miglior giro Joker: 49"750 ( Kobe Pauwels);
- Miglior giro-zero[n 2]: 2"641 ( João Ribeiro).

## Classifiche di campionato
World RX - RX2e piloti
| Pos. | Pilota            | Punti |
| ---- | ----------------- | ----- |
| 1    | Viktor Vranckx    | 20    |
| 2    | Nils Andersson    | 16    |
| 3    | Isak Sjökvist     | 13    |
| 4    | Raul Ferre        | 12    |
| 5    | Pablo Suárez      | 11    |
| 6    | Filip Thorén      | 10    |
| 7    | Laia Sanz         | 9     |
| 8    | Catie Munnings    | 8     |
| 9    | Patrick O'Donovan | 6     |
| 10   | Mark Flaherty     | 5     |

Euro RX - RX1 piloti
| Pos. | Pos. | Pilota                | Punti |
| ---- | ---- | --------------------- | ----- |
| 1    |      | Anton Marklund        | 40    |
| 2    | 2    | Jānis Baumanis        | 22    |
| 3    | 1    | Enzo Ide              | 19    |
| 4    | 10   | Jean-Baptiste Dubourg | 18    |
| 5    |      | Sivert Svardal        | 17    |
| 6    | 1    | Anders Michalak       | 16    |
| 7    | 4    | Ulrik Linnemann       | 13    |
| 8    | N    | Andreas Bakkerud      | 13    |
| 9    | N    | Johan Kristoffersson  | 12    |
| 10   | N    | Oliver Solberg        | 11    |
| 11   | 5    | Aleš Fučik            | 10    |
| 12   | 4    | Tamás Kárai           | 10    |
| 13   | N    | Sondre Evjen          | 9     |
| 14   | 3    | Marcin Gagacki        | 9     |
| 15   | N    | Ole Christian Veiby   | 8     |
| 16   | 7    | Mandie August         | 7     |
| 17   | 7    | Patrick O'Donovan     | 6     |
| 18   | N    | Linus Östlund         | 5     |
| 19   | 7    | Márk Mózer            | 4     |
| 20   | 7    | László Kiss           | 3     |
| 21   | 6    | Oliver O'Donovan      | 2     |
| 22   | 6    | Zoltán Koncseg        | 0     |
| 23   | N    | Paulius Pleskovas     | 0     |
| 24   | 7    | Hervé Knapick         | 0     |
| 25   | 7    | Attila Mózer          | 0     |
| 26   | N    | Gustav Bergström      | 0     |
| 27   | N    | Tom André Saetnan     | 0     |
| 28   | 9    | René Münnich          | 0     |
| 29   | 9    | Dariusz Topolewski    | 0     |
| 30   | N    | Frank Valle           | 0     |
| 31   | N    | Stefan Kristensson    | 0     |
| 32   | N    | Dan Öberg             | 0     |

Euro RX - RX3 piloti
| Pos. | Pos. | Pilota                  | Punti |
| ---- | ---- | ----------------------- | ----- |
| 1    |      | Kobe Pauwels            | 36    |
| 2    | 1    | João Ribeiro            | 26    |
| 3    | 1    | Damian Litwinowicz      | 23    |
| 4    | N    | Marius Solberg Hansen   | 20    |
| 5    | N    | Jan Černý               | 18    |
| 6    | 2    | Dominik Senegacnik      | 17    |
| 7    | 2    | Per Magne Egebø-Svardal | 15    |
| 8    | 1    | Jiri Šusta              | 15    |
| 9    | 2    | Nuno Araújo             | 14    |
| 10   | N    | Janno Ligur             | 12    |
| 11   | 5    | Zsolt Szíjj Jolly       | 10    |
| 12   | N    | Espen Isaksætre         | 10    |
| 13   | N    | Nick Snoeys             | 7     |
| 14   | N    | Nils Volland            | 6     |
| 15   | 5    | Róbert Répási           | 6     |
| 16   | 5    | András Ferjáncz         | 6     |
| 17   | N    | Martin Kjær             | 3     |
| 18   | N    | Anders Hansen           | 1     |
| 19   | N    | Guttorm Lindefjell      | 0     |